# Чемпионат Европы по подводному ориентированию 2012
23-й чемпионат Европы по подводному ориентированию проводился в Сарса-де-Гранадилья (Испания) с 25 августа по 1 сентября 2012 года.

## Участники
Участие в чемпионате приняли спортсмены из следующих стран: Чехия, Хорватия, Франция, Венгрия, Россия, Эстония, Германия, Сербия, Украина, Казахстан.

## Призёры

### Мужчины
| Дисциплина           | Золото                                                                   | Золото | Серебро                                                                            | Серебро | Бронза                                                                  | Бронза |
| -------------------- | ------------------------------------------------------------------------ | ------ | ---------------------------------------------------------------------------------- | ------- | ----------------------------------------------------------------------- | ------ |
| Карта                | Валерий Волгин · Иван Папин · Казахстан                                  | 4548   | Ян Цеггель · Даниэль Зоннекальб · Германия                                         | 4428    | Якуб Немечек · Ондржей Чёрный · Чехия                                   | 4284   |
| Звезда               | Петер Балаж · Венгрия                                                    | 2665   | Даниэль Зоннекальб · Германия                                                      | 2535    | Мартон Меде · Венгрия                                                   | 2510   |
| 5 точек              | Александр Золотов · Украина                                              | 2360   | Егор Кашеваров · Россия                                                            | 2328    | Ондржей Чёрный · Чехия                                                  | 2288   |
| Зоны                 | Даниэль Зоннекальб · Германия                                            | 1:56   | Серик Кожахметов · Казахстан                                                       | 1:58    | Ян Цеггель · Германия                                                   | 2:00   |
| Параллель            | Александр Золотов · Украина                                              |        | Якуб Немечек · Чехия                                                               |         | Егор Кашеваров · СССР                                                   |        |
| Групповое упражнение | Уве Этцин · Вильфрид Краузе · Ян Цеггель · Даниэль Зоннекальб · Германия | 8134   | Александр Золотов · Александр Братолюбов · Евгений Золотов · Илья Сурков · Украина | 8020    | Ондржей Чёрный · Ондржей Каспар · Мартин Смейкал · Якуб Немечек · Чехия | 6928   |

### Женщины
| Дисциплина           | Золото                                                                         | Золото | Серебро                                                                              | Серебро | Бронза                                                                    | Бронза |
| -------------------- | ------------------------------------------------------------------------------ | ------ | ------------------------------------------------------------------------------------ | ------- | ------------------------------------------------------------------------- | ------ |
| Карта                | Зузана Дворакова · Нада Тилова · Чехия                                         | 3964   | Людмила Шумилова · Елена Папина · Казахстан                                          | 3776    | Татьяна Икконен · Наталья Куцок · Эстония                                 | 3156   |
| Звезда               | Зузана Дворакова · Чехия                                                       | 3964   | Людмила Шумилова · Казахстан                                                         | 3776    | Нада Тилова · Чехия                                                       | 3964   |
| 5 точек              | Ольга Талдонова · Россия                                                       | 2212   | Хайналка Дебрецени · Венгрия                                                         | 1995    | Алехандра Севилья · Испания                                               | 1926   |
| Зоны                 | Зузана Дворакова · Чехия                                                       | 2055   | Людмила Шумилова · Казахстан                                                         | 1819    | Светлана Вяткина · Россия                                                 | 1815   |
| Параллель            | Ольга Талдонова · Россия                                                       | 2:14   | Нада Тилова · Чехия                                                                  | 2:30    | Хайналка Дебрецени · Венгрия                                              | 2:38   |
| Групповое упражнение | Ольга Талдонова · Елена Минская · Светлана Вяткина · Светлана Сушкова · Россия | 6137.5 | Шахноза Курбанова · Людмила Шумилова · Елена Папина · Александра Зайцева · Казахстан | 5876.5  | Элиска Вилимова · Линда Хулинска · Зузана Дворакова · Нада Тилова · Чехия | 5578   |